# David Robertson (basebollspelare)
David Alan Robertson, född den 9 april 1985 i Birmingham i Alabama, är en amerikansk professionell basebollspelare som spelar för Philadelphia Phillies i Major League Baseball (MLB). Robertson är högerhänt pitcher.
Robertson har tidigare spelat för New York Yankees (2008–2014), Chicago White Sox (2015–2017), Yankees igen (2017–2018), Philadelphia Phillies (2019), Tampa Bay Rays (2021) och Chicago Cubs (2022).
Robertson studerade vid University of Alabama och spelade för skolans basebollag Alabama Crimson Tide. 2006 blev han draftad av New York Yankees som 524:e spelare totalt.
Robertson vann World Series med Yankees 2009 och har tagits ut till MLB:s all star-match en gång (2011).
Robertson representerade USA vid World Baseball Classic 2017 och vid olympiska sommarspelen 2020 i Tokyo (som ägde rum 2021), där det blev guld respektive silver.
Robertson är yngre bror till Connor Robertson, som också spelat i MLB.